# Османли (стадіон)
«Османли Стадіум» (тур. Osmanlı Stadyumu) — футбольний стадіон у місті Анкара, Туреччина, домашня арена ФК «Османлиспор».
Стадіон відкритий 1974 року. У 2005, 2008 та 2014 роках реконструйований та розширений. У ході останньої реконструкції встановлено чотири масажні крісла у технічній зоні, а всі крісла обладнані системою підігріву. Назва арени походить від назви клубу «Османлиспор», який приймає тут домашні матчі. Раніше стадіон носив назви «Єнікент АСАС Стадіум» та «Османли Калесі». 
Конструкція стадіону нагадує замок. Шість вхідних воріт мають вигляд герс. Окрім основного поля, до структури стадіону входять чотири тренувальних поля та 55 готельних номерів.
Новий стадіон «Османлиспора» «06 Арена» нині на стадії будівництва. Його відкриття планується на 2018 рік.